# 二条為氏
二条 為氏（にじょう ためうじ）は、鎌倉時代中期の公卿・歌人。藤原北家御子左家の嫡流で、権大納言藤原為家の長男。和歌の家である二条家（二条派）の祖。

## 生涯
嘉禄2年（1226年）叙爵。侍従・左少将・左中将を歴任し、建長2年（1250年）蔵人頭。建長3年（1251年）に参議として公卿に列し、累進して正二位・権大納言に至った。父為家に和歌の指導を受け、大覚寺統に近侍して歌壇で大きな力を持った。
正統な御子左家（二条家）の当主であったが、相続に関連して弟の為教・為相（継母は阿仏尼）と不和になったため、京極家・冷泉家という別家ができた。
弘安8年（1285年）8月に出家し、法名を覚阿と称した。弘安9年（1286年）9月14日薨去、享年65。阿仏尼と播磨国細川荘（現在の兵庫県三木市）の領有を巡って訴訟があり、鎌倉に下向してその地で没したと推定される。

## 人物
寛元元年（1243年）『河合社歌合』以下、多くの歌合に出詠し、また『宝治御百首』『弘長百首』などを詠進する。亀山上皇の信任が篤く、その勅を受けて弘安元年（1278年）に『続拾遺和歌集』を奏覧した。他にも『続後撰和歌集』以下の勅撰和歌集への200首以上の入首を始めとして、宇都宮二荒山神社へ奉納された『新式和歌集』（宇都宮氏とその関係者の詠歌を集めたもの）以下の私撰和歌集にも多くの和歌が残る。その歌風は平明優艶と評される。『大納言為氏集』は、為氏と長男為世の詠歌を集めた後世の他撰集。連歌も能くした。文永7年（1270年）10月～12月の自筆日記「為氏卿記」が冷泉家時雨亭文庫に蔵されている。
同時代の他の公卿の日記によれば、為氏は廷臣としても甚だ有能だったらしく、公事に精勤している様子がわかる。また、若年期からしばしば外祖父の本拠地である下野国宇都宮に下向し、関東武士とも親交を結んだという。

## 系譜
- 父：藤原為家
- 母：宇都宮頼綱（蓮生）の娘
- 妻：飛鳥井教定の娘
  - 長男：二条為世（1250-1338）
- 妻：藤原重名の娘
  - 四男：二条為実（1266-1333）
- 生母不明
  - 次男：二条為雄（1255-?）
  - 男子：二条為言 - 為雄の養子、のち京極為兼の養子[1]
  - 男子：実聡 - 僧正・興福寺別当
  - 男子：定為 - 醍醐寺法印
  - 男子：快為 - 法印
  - 女子：延政門院新大納言

- - 養子：源承 - 実は藤原為家の子、法眼
  - 養子：慶融 - 実は藤原為家の子、法眼